# Campeonato Gaúcho de Futebol de 2019 - Divisão de Acesso
O Campeonato Gaúcho de Futebol da Divisão de Acesso de 2019 foi a 63ª edição da Divisão de Acesso do futebol gaúcho. A competição, organizada pela Federação Gaúcha de Futebol, foi disputada por dezesseis equipes entre os meses de fevereiro e junho.
O Ypiranga de Erechim sagrou-se campeão da competição ao derrotar o Esportivo na final em dois jogos com resultado de 2-1, tanto no Colosso da Lagoa, quanto na Estádio Montanha dos Vinhedos, conquistando o acesso para a Série A de 2020 e tornando-se o maior campeão da história da competição, com cinco triunfos.

## Regulamento
Dezesseis equipes participarão da competição: os clubes que terminaram o torneio do ano passado entre o 3º e o 14º lugares, os dois rebaixados da Série A de 2018 e o campeão e vice-campeão da Segunda Divisão de 2018, equivalente ao terceiro nível do futebol gaúcho.
Os clubes foram divididos em dois grupos (A e B) e, na primeira fase, se enfrentarão dentro da chave em jogos de ida e volta, totalizando quatorze rodadas. Ao fim da primeira fase, os quatro primeiros colocados de cada grupo se classificarão para a fase de quartas de final, na qual os clubes do grupo A enfrentarão os do B em cruzamento olímpico, passando os vencedores para a fase seguinte (semifinal). Os vencedores da semifinal, além de garantidos na decisão do campeonato, já terão sua vaga na Série A de 2020 assegurada.
Ao término da primeira fase, o último colocado de cada um dos grupos A e B será automaticamente rebaixado para a Segunda Divisão de 2020.

## Participantes

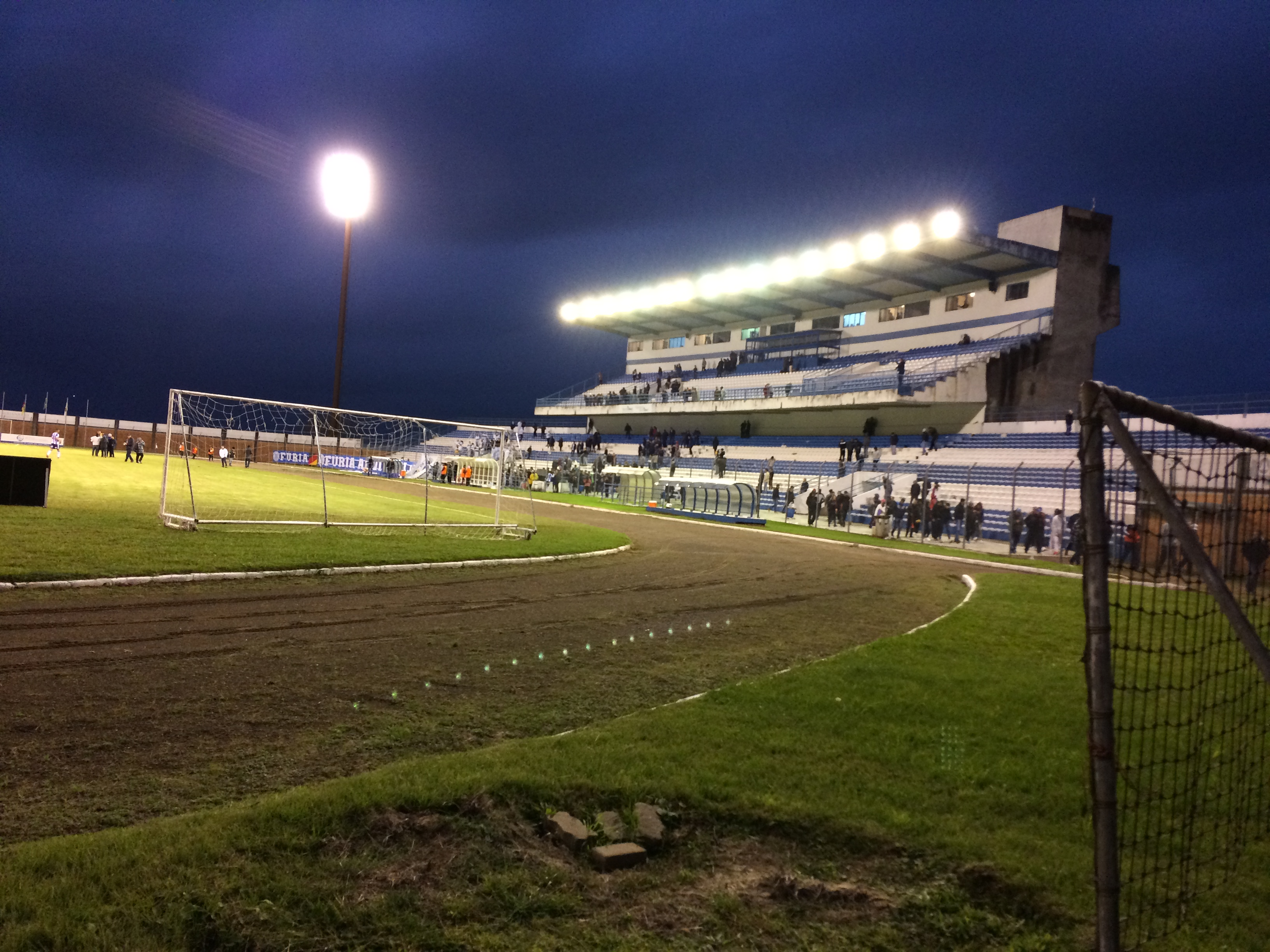
Parque Esportivo Montanha dos Vinhedos
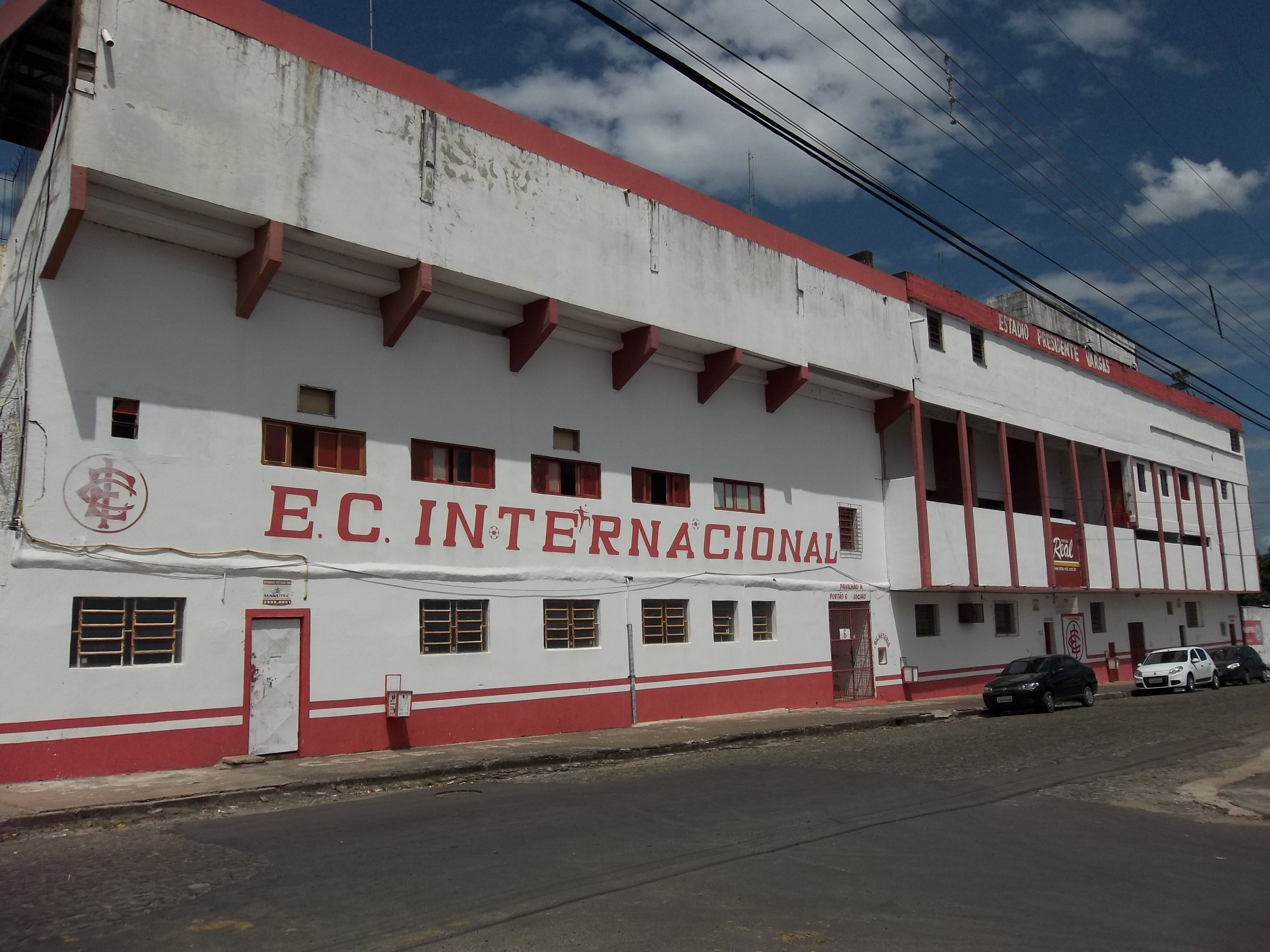
Baixada Melancólica
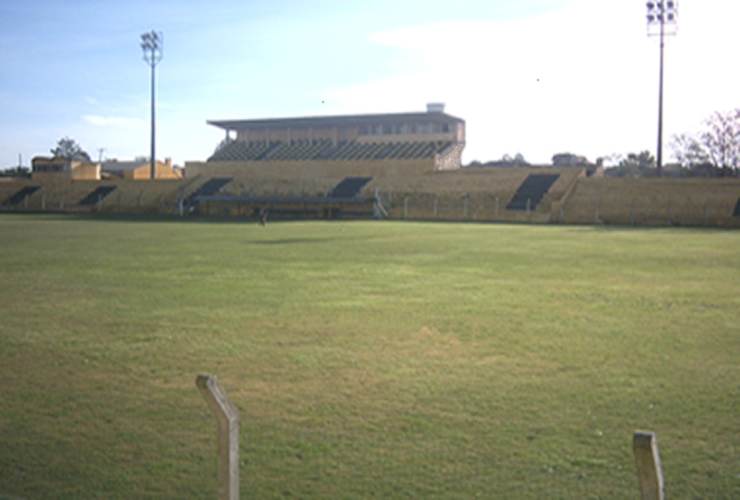
Pedra Moura
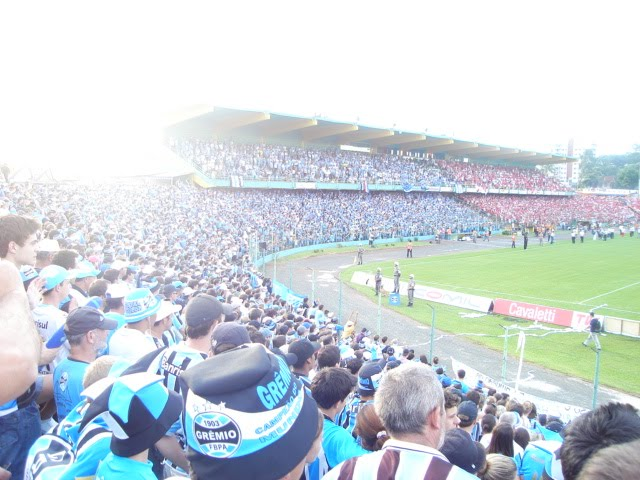
Colosso da Lagoa

## Primeira fase

### Grupo A
| Pos | Times                | Pts | J  | V | E | D | GP | GC | SG  | %  | Dif.    |
| --- | -------------------- | --- | -- | - | - | - | -- | -- | --- | -- | ------- |
| 1   | São Paulo-RS         | 25  | 14 | 7 | 4 | 3 | 13 | 10 | +3  | 60 | Estável |
| 2   | Guarani-VA           | 22  | 14 | 6 | 4 | 4 | 18 | 13 | +5  | 52 | Estável |
| 3   | Bagé                 | 22  | 14 | 6 | 4 | 4 | 19 | 17 | +2  | 52 | Estável |
| 4   | Lajeadense           | 20  | 14 | 4 | 8 | 2 | 12 | 10 | +2  | 48 | Estável |
| 5   | Inter de Santa Maria | 18  | 14 | 5 | 3 | 6 | 14 | 16 | –2  | 43 | 2       |
| 6   | São Gabriel          | 18  | 14 | 4 | 6 | 4 | 11 | 12 | –1  | 43 | 1       |
| 7   | Cruzeiro-RS          | 17  | 14 | 4 | 5 | 5 | 11 | 9  | +2  | 40 | 1       |
| 8   | Farroupilha          | 7   | 14 | 1 | 4 | 9 | 10 | 21 | –11 | 17 | Estável |

|                      | BAG   | CRU   | FAR   | GUA   | ISM   | LAJ   | SGA   | SPA   |
| -------------------- | ----- | ----- | ----- | ----- | ----- | ----- | ----- | ----- |
| Bagé                 | —     | 2 – 1 | 3 – 2 | 0 – 0 | 0 – 0 | 0 – 2 | 1 – 1 | 1 – 0 |
| Cruzeiro-RS          | 2 – 0 | —     | 0 – 0 | 4 – 1 | 0 – 2 | 1 – 1 | 0 – 0 | 2 – 0 |
| Farroupilha          | 2 – 4 | 0 – 1 | —     | 1 – 2 | 1 – 1 | 2 – 0 | 2 – 3 | 0 – 1 |
| Guarani-VA           | 1 – 2 | 1 – 0 | 3 – 0 | —     | 3 – 0 | 2 – 2 | 0 – 0 | 0 – 0 |
| Inter de Santa Maria | 3 – 2 | 0 – 0 | 1 – 0 | 2 – 1 | —     | 1 – 2 | 0 – 1 | 2 – 0 |
| Lajeadense           | 1 – 1 | 0 – 0 | 0 – 0 | 0 – 1 | 2 – 1 | —     | 0 – 0 | 1 – 1 |
| São Gabriel          | 1 – 3 | 1 – 0 | 0 – 0 | 0 – 2 | 2 – 0 | 1 – 2 | —     | 0 – 0 |
| São Paulo-RS         | 1 – 0 | 2 – 1 | 2 – 0 | 2 – 1 | 2 – 1 | 0 – 0 | 2 – 1 | —     |

|  |                     |  |        |  |                      |
|  | Vitória do Mandante |  | Empate |  | Vitória do Visitante |

### Grupo B
| Pos | Times               | Pts | J  | V | E | D | GP | GC | SG | %  | Dif.    |
| --- | ------------------- | --- | -- | - | - | - | -- | -- | -- | -- | ------- |
| 1   | Esportivo           | 25  | 14 | 7 | 4 | 3 | 17 | 11 | +6 | 60 | Estável |
| 2   | Glória              | 23  | 14 | 6 | 5 | 3 | 21 | 14 | +7 | 55 | Estável |
| 3   | Igrejinha           | 21  | 14 | 5 | 6 | 3 | 14 | 12 | +2 | 50 | 1       |
| 4   | Ypiranga de Erechim | 20  | 14 | 5 | 5 | 4 | 17 | 16 | +1 | 48 | 1       |
| 5   | Passo Fundo         | 19  | 14 | 5 | 4 | 5 | 15 | 14 | +1 | 45 | 2       |
| 6   | União Frederiquense | 15  | 14 | 4 | 3 | 7 | 14 | 16 | –2 | 36 | 2       |
| 7   | Tupi                | 14  | 14 | 4 | 2 | 8 | 13 | 19 | –6 | 33 | 2       |
| 8   | São Borja           | 14  | 14 | 3 | 5 | 6 | 14 | 23 | –9 | 33 | 2       |

|                     | ESP   | GLO   | IGR   | PFU   | SBO   | TUP   | UNI   | YPI   |
| ------------------- | ----- | ----- | ----- | ----- | ----- | ----- | ----- | ----- |
| Esportivo           | —     | 1 – 1 | 2 – 1 | 3 – 1 | 2 – 3 | 1 – 0 | 2 – 1 | 3 – 0 |
| Glória              | 3 – 1 | —     | 1 – 0 | 3 – 0 | 2 – 2 | 2 – 3 | 2 – 0 | 1 – 1 |
| Igrejinha           | 1 – 0 | 2 – 1 | —     | 1 – 0 | 1 – 1 | 1 – 1 | 1 – 1 | 2 – 2 |
| Passo Fundo         | 0 – 1 | 2 – 3 | 0 – 0 | —     | 1 – 1 | 3 – 0 | 1 – 0 | 2 – 0 |
| São Borja           | 0 – 0 | 0 – 1 | 0 – 0 | 0 – 2 | —     | 1 – 2 | 0 – 2 | 2 – 0 |
| Tupi                | 0 – 0 | 1 – 0 | 1 – 2 | 0 – 1 | 2 – 3 | —     | 1 – 2 | 2 – 0 |
| União Frederiquense | 0 – 1 | 0 – 0 | 0 – 2 | 1 – 1 | 3 – 1 | 2 – 0 | —     | 1 – 2 |
| Ypiranga de Erechim | 0 – 0 | 1 – 1 | 2 – 0 | 1 – 1 | 5 – 0 | 1 – 0 | 2 – 1 | —     |

|  |                     |  |        |  |                      |
|  | Vitória do Mandante |  | Empate |  | Vitória do Visitante |

## Fase final
|  |  |

|  | Quartas de final    | Quartas de final | Quartas de final | Quartas de final |       |                     | Semifinais     | Semifinais     | Semifinais     | Semifinais     |  |                     | Final           | Final           | Final           | Final           |  |  |
|  | 20 a 28 de abril    | 20 a 28 de abril | 20 a 28 de abril | 20 a 28 de abril |       |                     | 1 a 12 de maio | 1 a 12 de maio | 1 a 12 de maio | 1 a 12 de maio |  |                     | 16 e 23 de maio | 16 e 23 de maio | 16 e 23 de maio | 16 e 23 de maio |  |  |
|  |                     |                  |                  |                  |       |                     |                |                |                |                |  |                     |                 |                 |                 |                 |  |  |
|  | São Paulo-RS        | 1                | 1                | 2 (3)            |       |                     |                |                |                |                |  |                     |                 |                 |                 |                 |  |  |
|  | Ypiranga de Erechim | 1                | 1                | 2 (5)            |       |                     |                |                |                |                |  |                     |                 |                 |                 |                 |  |  |
|  | Ypiranga de Erechim | 1                | 1                | 2 (5)            |       | Ypiranga de Erechim | 0              | 1              | 1 (4)          |                |  |                     |                 |                 |                 |                 |  |  |
|  |                     |                  |                  |                  |       | Ypiranga de Erechim | 0              | 1              | 1 (4)          |                |  |                     |                 |                 |                 |                 |  |  |
|  |                     | Glória           | 1                | 0                | 1 (2) |                     |                |                |                |                |  |                     |                 |                 |                 |                 |  |  |
|  | Glória              | Glória           | 1                | 0                | 1 (2) | 1                   | 0              | 1 (4)          |                |                |  |                     |                 |                 |                 |                 |  |  |
|  | Glória              |                  |                  |                  |       | 1                   | 0              | 1 (4)          |                |                |  |                     |                 |                 |                 |                 |  |  |
|  | Bagé                | 1                | 0                | 1 (2)            |       |                     |                |                |                |                |  |                     |                 |                 |                 |                 |  |  |
|  | Bagé                | 1                | 0                | 1 (2)            |       |                     |                |                |                |                |  | Ypiranga de Erechim | 2               | 2               | 4               |                 |  |  |
|  |                     |                  |                  |                  |       |                     |                |                |                |                |  | Ypiranga de Erechim | 2               | 2               | 4               |                 |  |  |
|  |                     | Esportivo        | 1                | 1                | 2     |                     |                |                |                |                |  |                     |                 |                 |                 |                 |  |  |
|  | Guarani-VA          | Esportivo        | 1                | 1                | 2     | 0                   | 2              | 2              |                |                |  |                     |                 |                 |                 |                 |  |  |
|  | Guarani-VA          |                  |                  |                  |       | 0                   | 2              | 2              |                |                |  |                     |                 |                 |                 |                 |  |  |
|  | Igrejinha           | 0                | 1                | 1                |       |                     |                |                |                |                |  |                     |                 |                 |                 |                 |  |  |
|  | Igrejinha           | 0                | 1                | 1                |       | Guarani-VA          | 1              | 1              | 2              |                |  |                     |                 |                 |                 |                 |  |  |
|  |                     |                  |                  |                  |       | Guarani-VA          | 1              | 1              | 2              |                |  |                     |                 |                 |                 |                 |  |  |
|  |                     | Esportivo        | 2                | 1                | 3     |                     |                |                |                |                |  |                     |                 |                 |                 |                 |  |  |
|  | Esportivo           | Esportivo        | 2                | 1                | 3     | 2                   | 2              | 4              |                |                |  |                     |                 |                 |                 |                 |  |  |
|  | Esportivo           |                  |                  |                  |       | 2                   | 2              | 4              |                |                |  |                     |                 |                 |                 |                 |  |  |
|  | Lajeadense          | 1                | 2                | 3                |       |                     |                |                |                |                |  |                     |                 |                 |                 |                 |  |  |

## Premiação
| Campeonato Gaúcho - Divisão de Acesso de 2019 |
| --------------------------------------------- |
| Ypiranga de Erechim Campeão (5.º título)      |

## Estatísticas

### Público
Maiores Públicos
Menores Públicos
Médias
As médias de público são calculadas manualmente, levando-se em conta o relatório oficial emitido pela Federação Gaúcha de Futebol, disponíveis no site oficial.
| Pos. | Time                 | Média   | Total  | Mandos | Maior | Menor |
| ---- | -------------------- | ------- | ------ | ------ | ----- | ----- |
| 1    | São Paulo-RS         | 1 961,6 | 15 693 | 8      | 3 596 | 1 175 |
| 2    | Glória               | 628,7   | 5 658  | 9      | 1 816 | 228   |
| 3    | Cruzeiro-RS          | 512,1   | 3 585  | 7      | 1 042 | 98    |
| 4    | Esportivo            | 469,5   | 4 695  | 10     | 1 154 | 237   |
| 5    | União Frederiquense  | 433,9   | 3 037  | 7      | 664   | 256   |
| 6    | Lajeadense           | 429,4   | 3 006  | 8      | 545   | 267   |
| 7    | Bagé                 | 400,8   | 3 206  | 8      | 972   | 83    |
| 8    | Inter de Santa Maria | 389,4   | 2 726  | 7      | 806   | 97    |
| 9    | Passo Fundo          | 281,6   | 1 971  | 7      | 640   | 64    |
| 10   | Igrejinha            | 231,0   | 1 848  | 8      | 506   | 112   |
| 11   | Guarani-VA           | 210,3   | 1 848  | 9      | 476   | 81    |
| 12   | São Borja            | 203,8   | 1 223  | 7      | 341   | 50    |
| 13   | Ypiranga de Erechim  | 131,5   | 1 315  | 10     | 321   | 34    |
| 14   | Tupi                 | 127,0   | 889    | 7      | 184   | 71    |
| 15   | São Gabriel          | 125,9   | 881    | 7      | 430   | 42    |
| 16   | Farroupilha          | 79,4    | 556    | 7      | 130   | 31    |

### Rodadas na liderança
Em negrito, os clubes que mais permaneceram na liderança.
| Grupo A | Grupo A | Grupo A | Grupo A | Grupo A | Grupo A | Grupo A | Grupo A | Grupo A | Grupo A | Grupo A | Grupo A | Grupo A | Grupo A |
| ------- | ------- | ------- | ------- | ------- | ------- | ------- | ------- | ------- | ------- | ------- | ------- | ------- | ------- |
| 1       | 2       | 3       | 4       | 5       | 6       | 7       | 8       | 9       | 10      | 11      | 12      | 13      | 14      |
| GUA     | ISM     | GUA     | CRU     | GUA     | LAJ     | GUA     | GUA     | LAJ     | SPA     | GUA     | SPA     | SPA     | SPA     |
| Grupo B |         |         |         |         |         |         |         |         |         |         |         |         |         |
| 1       | 2       | 3       | 4       | 5       | 6       | 7       | 8       | 9       | 10      | 11      | 12      | 13      | 14      |
| ESP     | PFU     | GLO     | GLO     | ESP     | ESP     | ESP     | ESP     | ESP     | ESP     | ESP     | ESP     | ESP     | ESP     |

### Rodadas na lanterna
Em negrito, os clubes que mais permaneceram na lanterna.
| Grupo A | Grupo A | Grupo A | Grupo A | Grupo A | Grupo A | Grupo A | Grupo A | Grupo A | Grupo A | Grupo A | Grupo A | Grupo A | Grupo A |
| ------- | ------- | ------- | ------- | ------- | ------- | ------- | ------- | ------- | ------- | ------- | ------- | ------- | ------- |
| 1       | 2       | 3       | 4       | 5       | 6       | 7       | 8       | 9       | 10      | 11      | 12      | 13      | 14      |
| FAR     | FAR     | BAG     | BAG     | FAR     | FAR     | FAR     | FAR     | FAR     | FAR     | FAR     | FAR     | FAR     | FAR     |
| Grupo B |         |         |         |         |         |         |         |         |         |         |         |         |         |
| 1       | 2       | 3       | 4       | 5       | 6       | 7       | 8       | 9       | 10      | 11      | 12      | 13      | 14      |
| YPI     | YPI     | YPI     | SBJ     | UFR     | SBJ     | SBJ     | SBJ     | SBJ     | UFR     | UFR     | SBJ     | UFR     | SBJ     |